# Nysa (mythologie)
Pour les articles homonymes, voir Nysa.

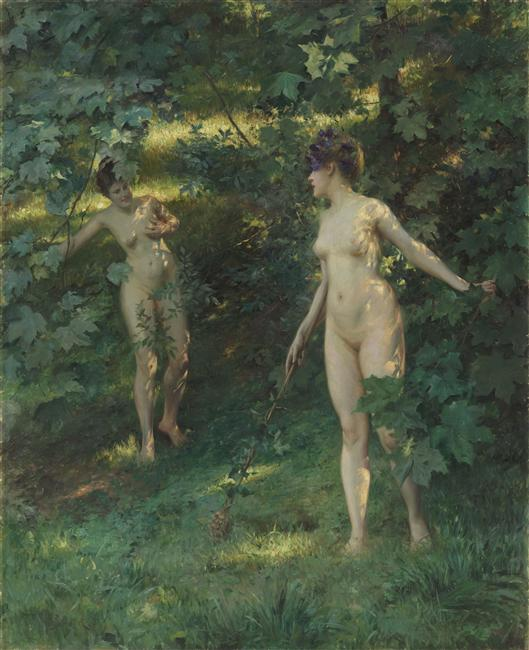
Julius LeBlanc Stewart, Nymphes de Nysa, XIXe siècle. Musée d'Orsay

Dans la mythologie grecque, Nysa est un lieu mystérieux. Il pourrait s'agir de :
- le lieu montagneux où les nymphes Hyades auraient élevé le jeune Dionysos, le « Zeus de Nysa »[1] (Dio-Nysos) ;
- la ville où Osiris a grandi et a été élevé, où il apprit l'agriculture[2] ;
- la ville où Dionysos (nom grec d'Osiris) a appris la viticulture[2] ;
- Homère la décrit ainsi : « Nysa assise sur une colline verdoyante, loin de la Phénicie et près des fleuves de l'Égypte. »[2].

Ce lieu a été diversement situé par les mythographes en Éthiopie, en Libye, en Inde ou encore en Arabie. Le culte de Dionysos fut introduit en Grèce en provenance de l'Asie Mineure - où l'autoethnonyme des Hittites était « Nesi » et leur langue le « Nesili » - ces localisations reflètent surtout l'éloignement magique du lieu chtonien mythique. Le nom de Nysa pourrait être également une invention pour expliquer le nom du dieu. C'est à son retour de Nysa pour rejoindre les divinités olympiennes que Dionysos rapporta le vin enthéogène.